# Agroeca batangensis
Espèce
Agroeca batangensis est une espèce d'araignées aranéomorphes de la famille des Liocranidae.

## Distribution
Cette espèce est endémique de Chongqing en Chine,. Elle se rencontre dans le xian de Bishan.

## Description
Le mâle holotype mesure 2,29 mm.

## Étymologie
Son nom d'espèce, composé de batang et du suffixe latin -ensis, « qui vit dans, qui habite », lui a été donné en référence au lieu de sa découverte, Batang.

## Publication originale
- Mu, Jin & Zhang, 2019 : A survey of Agroeca Westring, 1861 from China (Araneae: Liocranidae). Zootaxa, no 4615(1), p. 91-112.